# Bojan Đukić
Bojan Đukić, slovenski nogometaš, * 6. november 1986, Šempeter pri Gorici.
Đukić je profesionalni nogometaš, ki igra na položaju branilca. Od leta 2021 je član italijanskega kluba Kras Repen. Ped tem je igral za slovenske klube Gorico, Primorje, Koper, Portorož Piran, Zavrč in Krško, izraelski Maccabi Petah Tikva ter italijanske Monfalcone, Delto Porto Tolle, Brian Lignano, Cjarlins Muzane, Treviso, Tamai in Gemonese 1919. Skupno je v prvi slovenski ligi odigral 159 tekem in dosegel 12 golov. Leta 2007 je odigral eno tekmo za slovensko reprezentanco do 21 let.